# Fronteira Djibuti–Somália
A fronteira entre Djibuti e Somália é uma linha quase retilínea de 58 km de extensão, sentido NE-SO. Se estende entre o litoral, no Golfo de Tadjoura (Oceano Índico), do extremo norte da Somália e a tríplice fronteira Somália-Djibuti-Etiópia que fica no sudeste de Djibuti;
Foi sendo definida ao longo de diversos conflitos entre os colonizadores da região, França (Djibuti), Reino Unido e Itália (Somália) até a independência de Djibuti em 1977.

## Definição
A extremidade litorânea dessa fronteira foi fixada em Loyada ("puits d’Hadou" no texto) pelas notas trocadas em 2 e 9 de fevereiro de 1888 entre o embaixador francês em Londres, William Henry Waddington e Robert Arthur Talbot Gascoyne-Cecil, primeiro-ministro e Ministro dos Negócios Estrangeiros britânico. Este ponto foi reconhecido por representantes de ambas as partes em 1890 e oficialmente marcado em 20 de outubro de 1933.
A outra extremidade desta fronteira foi estabelecida após uma negociação tripartida (autoridades coloniais francesas de Djibouti, autoridades coloniais britânicas da Somalilândia e Etiópia) no ponto de trijunção que se desenrolou entre março de 1933 e abril de 1934. O ponto foi fixado em "Medha-Djallelo" em 18 de abril de 1934.